# Hoplia bituberculata
Hoplia bituberculata är en skalbaggsart som beskrevs av Moser 1920. Hoplia bituberculata ingår i släktet Hoplia och familjen Melolonthidae. Inga underarter finns listade i Catalogue of Life.